# Sarcodon rutilus
Sarcodon rutilus är en svampart som beskrevs av Maas Geest. 1974. Sarcodon rutilus ingår i släktet Sarcodon och familjen Bankeraceae.   Inga underarter finns listade i Catalogue of Life.